# Нижегородска област
Нижегородска област е субект на Руската Федерация, в Приволжкия федерален окръг. Площ 76 624 km2 (40-о място по големина в Руската Федерация, 0,45% от нейната площ). Население на 1 януари 2018 г. 3 234 676 души (11-о място в Руската Федерация, 2,2% от нейното население). Административен център град Нижни Новгород. Разстояние от Москва до Нижни Новгород 439 km.

## Историческа справка
Най-старите руски градове в региона възникват през ХІІ и ХІІІ в. – Городец (1152 г.) и Нижни Новгород (1221 г.). През ХVІ в. възникват градовете Балахна (1536 г.) и Арзамас (1572 г.). През ХVІІІ в. за градове са утвърдени селищата: Ветлуга през 1778 г., Горбатов, Лукоянов и Семьонов през 1779 г. Нижегородска област е образувана на 14 януари 1929 г., а на 15 юли 1929 г. е преобразувана в Нижегородски край. С постановление на ЦИК на СССР от 7 октомври 1932 г. е преименувана в Горковски край, който на 7 декември 1934 г. е разделен на Горковски край и Кировски край. На 5 декември 1936 г. Горковски край е преобразуван в Горковска област и от него се отделят Марийската АССР и Чувашката АССР. На 7 януари 1954 г. от Горковска област е отделена като самостоятелна единица Арзамаска област, която на 23 април 1957 г.отново е включена в състава на Горковска област. На 22 октомври 1990 г. Горковска област е преименувана на Нижегородска област.

## Географска характеристика

### Географско положение, граници, големина
Нижегородска област се намира в централната част на Европейска Русия, в Приволжкия федерален окръг. На запад граничи с Владимирска и Ивановска област, на север – с Костромска област, на североизток – с Кировска област, на изток – с Република Марий Ел и Република Чувашия, на юг – с Република Мордовия и на югозапад – с Рязанска област. В тези си граници заема площ от 76 624 km2 (40-о място по големина в Руската Федерация, 0,45% от нейната площ).

### Релеф
Нижегородска област е разположена в централната част на Източноевропейската равнина, покрай двата бряга на река Волга, пресичаща областта от запад на изток и деляща я на две части: равнинно и гористо левобрежие (Заволжие) и възвишено лесостепно деснобрежие. Заволжието е заето от Волжко-Ветлужката низина и само в най-северните части на областта навлизат участъци от възвишението Вятски Увал (височина до 192 m). Дяснобрежието, с изключение на западната му част – Окско-Тешката низина е заето от северните части на Приволжкото възвишение, включващо Мордовското (до 250 m) и Чувашкото възвишение, Дятловите, Перемиловските (покрай река Ока) и Фадеевските (покрай река Волга) височини. Като цяло релефът тук е ридово-долинен, с многочислени оврази, особено покрай бреговете на Ока и Волга, а на места (по долината на река Пяна) – карстов.

### Климат
Климатът е умереноконтинентален с умерено студена и продължителна зима и топло лято. Средна януарска температура -12 -13 °C, средна юлска 18-19 °C. Годишна сума на валежите от 450 – 500 mm по деснобрежието, където има чести засушавания до 550 – 600 mm в Заволжието. Вегетационния период (минимална денонощна температура 5 °C) продължава от 165 – 170 дни в Заволжието до 170 – 175 дни по деснобрежието.

### Води
В Нижегородска област има над 6,2 хил. реки (с дължина над 1 km) с обща дължана около 33 хил. km и всички те принадлежат към водосборния басейн на река Волга. Основни реки са Волга (част от горното и средното си течение) с десния си приток Ока, всяка от които протича през областта на протежение от 260 km. Основни притоци на Волга са: леви – Унжа, Узола, Керженец, Ветлуга; десни – Ока (с Мокша и Тьоша), Кудма, Сура (с Пяна). Реките в областта са с равнинен характер, в северните райони по-пълноводни, с множество меандри, бавно течение и плитки долини с полегати склонове. Десните притоци на Волга, стичащи се от Приволжкото възвишение са с по-голям наклон и скорост на течението, по-дълбоки и широки долини. Подхранването им е смесено с преобладаване на снежното (60 – 80%). За тях е характерно високо пролетно пълноводие, лятно есенно маловодие, нарушавано от епизодични прииждания в резултат от поройни дъждове и ясно изразено зимно маловодие. Замръзват през втората половина на ноември, а се размразяват в средата на април.
На територията на областта има над 7,5 хил. естествени и изкуствени водоеми с обща площ около 770 km2, в т.ч. над 5 хил. езера с площ над 10 дка. Езерата са предимно крайречни (старици) и са съсредоточени основно по долините на реките Ветлуга, Пяна и Керженец. В южните райони широко разпространение имат карстовите езера. Най-големите естествени езера са Пирското (2,72 km2) и Болшое Плотово (2,46 km2). Изкуствените водоеми са повече от естествените, като най-големи са Горковското и Чебоксарското водохранилища на река Волга.

### Почви
В почвената покривка на областта преобладават ливадно-подзолистите и подзолистите почви (66% от цялата територия). Сивите горски почви заемат 16,3%, черноземните 7,9%, алувиалните 3,6%, блатните и торфените 6,2%. В Заволжието подзолистите почви са разпространени под иглолистни гори, а ливадно-подзолистите – под смесени гори. По деснобрежието сивите горски почви са под дъбови гори, а излужените черноземи – в степните райони.

### Растителност, животински свят
Горите заемат 43% от територията на областта. Най-широко разпространение имат иглолистните масиви (смърч и ела с примеси от сибирска лиственица) и смесените гори. По пясъчните хълмове в Заволжито изобилстват боровите гори, а по влажните низини – тъмни смърчови гори. Големи площи от територията на Горковска област са обхванати от ерозионни явления. Животинският свят е представен от вълк, лисица, кафява мечка, рис, бурсук, таралеж, плъхове, хомяк и др. Срещат се лосове, които са под охрана, а по реките бобър.

## Население
На 1 януари 2018 г. населението на Нижегородска област наброява 3 234 676 души (11-о място в Руската Федерация, 2,2% от нейното население). Гъстота 42,21 души/km2. Градско население 79,81%. При преброяването на населението на Руската Федерация през 2010 г. етническият състав на областта (над 5000 души) е бил следния: руснаци 3 109 661 души (93,93%), татари 44 103 (1,33%), мордовци 19 138 (0,58%), украинци 17 657 (0,53%), арменци 13 294 (0,4%), чуваши (9765 (0,29%), азербайджанци 8494 (0,26%), марийци 6415 (0,19%).

## Административно-териториално деление
В административно-териториално отношение Нижегородска област се дели на 14 областни градски окръга, 38 муниципални района, 28 града, в т.ч. 12 града с областно подчинение (Арзамас, Бор, Викса, Дзержинск, Кулебаки, Навашино, Нижни Новгород, Первомайск, Саров, Семьонов, Чкаловск и Шахуня) и 16 града с районно подчинение и 55 селища от градски тип.
| Административна единица  | Площ (km2) | Население (2018 г.) | Административен център  | Население (2018 г.) | Разстояние до Нижни Новгород (в km) | Други градове и сгт с районно подчинение                   |
| ------------------------ | ---------- | ------------------- | ----------------------- | ------------------- | ----------------------------------- | ---------------------------------------------------------- |
| Областни градски окръзи  |            |                     |                         |                     |                                     |                                                            |
| І. Арзамас               | 42         | 104 547             | гр. Арзамас             | 104 547             | 112                                 |                                                            |
| ІІ. Бор                  | 3584       | 121 846             | гр. Бор                 | 78 385              | 19                                  |                                                            |
| ІІІ. Викса               | 1866       | 82 656              | гр. Викса               | 53 406              | 186                                 | Ближне-Песочное, Виля, Досчатое, Шиморское                 |
| ІV. Дзержинск            | 422        | 242 033             | гр. Дзержинск           | 231 797             | 25                                  | Гавриловка, Горбатовка, Желнино                            |
| V. Кулебаки              | 922        | 48 730              | гр. Кулебаки            | 32 943              | 188                                 | Велетма, Гремячево                                         |
| VІ. Навашино             | 1277       | 22 519              | гр. Навашино            | 15 051              | 158                                 |                                                            |
| VІІ. Нижни Новгород      | 411        | 1 270 241           | гр. Нижни Новгород      | 1 264 075           |                                     | Зелени Город                                               |
| VІІІ. Первомайск         | 1227       | 18 508              | гр. Первомайск          | 13 626              | 189                                 | Сатис                                                      |
| ІХ.Перевоз               | 769        | 15 943              | гр. Перевоз             | 8928                | 118                                 |                                                            |
| Х.Саров                  | 232        | 95 065              | гр. Саров               | 95 065              | 181                                 |                                                            |
| ХІ. Семьонов             | 3877       | 47 868              | гр. Семьонов            | 24 536              | 69                                  | Сухобезводное                                              |
| ХІІ. Соколское           | 1981       | 13 136              | сгт Соколское           | 6054                | 141                                 |                                                            |
| ХІІІ. Чкаловск           | 862        | 20 183              | гр. Чкаловск            | 11 569              | 95                                  |                                                            |
| ХІV. Шахуня              | 2588       | 36 216              | гр. Шахуня              | 20 183              | 240                                 | Вахтан, Сява                                               |
| Муниципални райони       |            |                     |                         |                     |                                     |                                                            |
| 1. Ардатовски            | 1888       | 23 553              | сгт Ардатов             | 8777                | 162                                 | Мухтолово                                                  |
| 2. Арзамаски             | 2011       | 41 807              | гр. Арзамас             |                     | 112                                 | Въездное                                                   |
| 3. Балахнински           | 897        | 76 612              | гр. Балахна             | 49 364              | 34                                  | Болшое Козино, Гидроторф, Малое Козино, Лукино, Первое Мая |
| 4. Богородски            | 1459       | 68 103              | гр. Богородск           | 34 388              | 43                                  |                                                            |
| 5. Болшеболдински        | 866        | 11 180              | с. Болшое Болдино       | 5074                | 249                                 |                                                            |
| 6. Болшемурашкински      | 659        | 9684                | сгт Болшое Мурашкино    | 5080                | 90                                  |                                                            |
| 7. Бутурлински           | 1105       | 13 614              | сгт Бутурлино           | 6338                | 121                                 |                                                            |
| 8. Вадски                | 743        | 14 452              | с. Вад                  | 6698                | 103                                 |                                                            |
| 9. Варнавински           | 2523       | 12 377              | сгт Варнавино           | 3304                | 165                                 |                                                            |
| 10. Вачки                | 979        | 17 749              | сгт Вача                | 5283                | 111                                 |                                                            |
| 11. Ветлужки             | 2992       | 14 848              | гр. Ветлуга             | 8501                | 230                                 | им. М.И.Калинина                                           |
| 12. Вознесенски          | 1303       | 15 566              | сгт Вознесенское        | 6313                | 208                                 |                                                            |
| 13. Володарски           | 1050       | 58 043              | гр. Володарск           | 10 021              | 41                                  | Илиногорск, Решетиха, Смолино, Фролешчи, Централни, Юганец |
| 14. Воротински           | 1936       | 18 592              | сгт Воротинец           | 6154                | 143                                 | Василсурск                                                 |
| 15. Воскресенски         | 3554       | 19 760              | сгт Воскресенское       | 5942                | 136                                 |                                                            |
| 16. Гагински             | 1064       | 11 194              | с. Гагино               | 3891                | 215                                 |                                                            |
| 17. Городецки            | 1483       | 88 092              | гр. Городец             | 30 493              | 70                                  | гр. Заволжие, Парвомайски                                  |
| 18. Далнеконстантиновски | 1377       | 21 140              | сгт Далне Константиново | 4133                | 71                                  |                                                            |
| 19. Дивеевски            | 845        | 15 905              | с. Дивеево              | 6408                | 170                                 |                                                            |
| 20. Княгинински          | 770        | 11 855              | гр. Княгинино           | 7062                | 107                                 |                                                            |
| 21. Ковернински          | 2340       | 18 597              | сгт Ковернино           | 6869                | 130                                 |                                                            |
| 22. Краснобаковски       | 1758       | 21 785              | сгт Красние Баки        | 7818                | 137                                 | Ветлужки                                                   |
| 23. Краснооктябърски     | 886        | 10 015              | с. Уразовка             | 1626                | 168                                 |                                                            |
| 24. Кстовски             | 1227       | 119 630             | гр. Кстово              | 67 723              | 29                                  |                                                            |
| 25. Лисковски            | 2134       | 38 348              | гр. Лисково             | 21 293              | 90                                  |                                                            |
| 26. Лукояновски          | 1891       | 29 897              | гр. Лукоянов            | 14 136              | 173                                 | им. Степана Разина                                         |
| 27. Павловски            | 1097       | 95 284              | гр. Павлово             | 58 163              | 78                                  | гр. Ворсма, гр. Горбатов, Тумботино                        |
| 28. Пилнински            | 1313       | 19 818              | сгт Пилна               | 6849                | 177                                 |                                                            |
| 29. Починковски          | 1961       | 28 580              | с. Починки              | 11 891              | 222                                 |                                                            |
| 30. Сергачки             | 1244       | 28 631              | гр. Сергач              | 20 416              | 150                                 |                                                            |
| 31. Сеченовски           | 991        | 14 326              | с. Сеченово             | 5263                | 197                                 |                                                            |
| 32. Сосновски            | 1171       | 18 118              | сгт Сосновское          | 8247                | 98                                  |                                                            |
| 33. Спаски               | 707        | 9698                | с. Спаское              | 3947                | 169                                 |                                                            |
| 34. Тонкински            | 1018       | 7909                | сгт Тонкино             | 4745                | 237                                 |                                                            |
| 35. Тоншаевски           | 2353       | 18 878              | сгт Тоншаево            | 4581                | 271                                 | Пижма, Шайгино                                             |
| 36. Уренски              | 2104       | 28 736              | гр. Урен                | 12 385              | 183                                 | Аря                                                        |
| 37. Шарангски            | 1596       | 11 825              | сгт Шаранга             | 6692                | 255                                 |                                                            |
| 38. Шатковски            | 1441       | 24 124              | сгт Шатки               | 8796                | 156                                 | Лесогорск                                                  |

|  | Тази страница частично или изцяло представлява превод на страницата „Административно-территориальное деление Нижегородской области“ в Уикипедия на руски. Оригиналният текст, както и този превод, са защитени от Лиценза „Криейтив Комънс – Признание – Споделяне на споделеното“, а за съдържание, създадено преди юни 2009 година – от Лиценза за свободна документация на ГНУ. Прегледайте историята на редакциите на оригиналната страница, както и на преводната страница, за да видите списъка на съавторите. ВАЖНО: Този шаблон се отнася единствено до авторските права върху съдържанието на статията. Добавянето му не отменя изискването да се посочват конкретни източници на твърденията, които да бъдат благонадеждни. |

## Икономика
Основни отрасли на промишлеността са – машиностроене, химия, черна металургия, горска, целулозна, лека и хранителна промишленост.

### Селско стопанство
Отглежда се едър рогат добитък, свине, птици, зърнени фуражни, технически култури, картофи, зеленчуци. Събират плодове и горски плодове.
| хиляди хектара | 2367 | 2055,5 | 1716,4 | 1494,6 | 1186,8 | 1165,1 | 1125 |